# Extremities (película)
Extremities es una película de suspense estadounidense de 1986, dirigida por Robert M. Young y protagonizada por Farrah Fawcett, Alfre Woodard, Diana Scarwid y James Russo.

## Argumento
En el interior de su coche, Marjorie es atacada por Joe cuando se dispone a regresar a casa. Tras una violenta resistencia, logra escapar sin haber sido dañada físicamente, pero sí acusa cierta agitación mental. En su huida, ha abandonado su bolso en el interior del coche, Joe descubre su nombre y donde vive. La policía no puede ayudarla por falta de pruebas y sus compañeras de apartamento, Terry y Patricia, piensan que tiene demasiado miedo para razonar. Marjorie está sola. El silencio se rompe con la llegada de un desconocido. Es Joe. En su desesperación, logra repeler la agresión de Joe y consigue atraparlo de manera inesperada. Su venganza no se hace esperar y le atormenta sin piedad como respuesta a sus incalificables abusos.

## Reparto
| Actor              | Personaje                       | Notas |
| ------------------ | ------------------------------- | ----- |
| Farrah Fawcett     | Marjorie                        |       |
| James Russo        | Joe                             |       |
| Alfre Woodard      | Pat                             |       |
| Diana Scarwid      | Terry                           |       |
| Sandy Martin       | Oficial Sudow                   |       |
| Eddie Velez        | Oficial #1                      |       |
| Tom Everett        | Oficial #2                      |       |
| Donna Lynn Leavy   | Operadora de teléfono           | Voz   |
| Enid Kent          | Madre en la estación de policía |       |
| Michael Hennessy   | Hombre de la pizzeria           |       |
| Danika Hendrickson | Hija de Joe                     |       |

## Doblaje - México (1987 - 2007)
| Personaje   | Actor                           |
| ----------- | ------------------------------- |
| Marjorie    | Fabiola Stevenson, Laura Torres |
| Joe         | Guillermo Sauceda, Mario Arvizu |
| Pat         | Yolanda Vidal, Rebeca Manríquez |
| Terry       | Monica Manjarrez, Erica Edwards |
| Hija de Joe | Patricia Acevedo, Gaby Ugarte   |

## Estreno

### Fechas
Algunas de los otras fechas fueron:
| País                | Estreno                         | Título                        |
| ------------------- | ------------------------------- | ----------------------------- |
| Estados Unidos      | 22 de agosto de 1986            |                               |
| Alemania Occidental | 30 de octubre de 1986           | Extremidades                  |
| Suecia              | 9 de enero de 1987              |                               |
| Australia           | 15 de enero de 1987             |                               |
| Francia             | 11 de marzo de 1987             | Extremidades                  |
| España              | 17 de marzo de 1987 (Madrid)    | Extremidades - La humillación |
| España              | 30 de marzo de 1987 (Barcelona) |                               |
| Finlandia           | 10 de abril de 1987             | Naisen KostO                  |
| Bélgica             | 16 de junio de 1987 (Gent)      |                               |
| Portugal            | 24 de julio de 1987             |                               |
| Países Bajos        | 3 de septiembre de 1987         |                               |
| Turquía             | diciembre de 1987               | Onur meselesi                 |
| Perú                | 1988                            |                               |
| Hungría             | 19 de enero de 1989             |                               |

## Premios
- Por su actuación, Fawcett en 1986 recibió una nominación a Mejor Actriz en una película dramática " por los Globos de Oro.